# Николаев, Василий Васильевич
Василий Васильевич Николаев (11 февраля 1939 года, Чуваш-Карамалы, Аургазинский район, Башкирская АССР — 28 июня 2007, Санкт-Петербург) — российский учёный-инженер, организатор производства. Генеральный директор ордена Ленина производственного объединения «Оренбургазпром».
Заслуженный работник нефтяной и газовой промышленности Российской Федерации (1992), доктор технических наук. Почётный гражданин Оренбурга.

## Биография
Родился в чувашской семье. В 1953 году окончил семилетнюю школу, в 1956 году — Бишкаинскую среднюю школу. В 1959—1962 гг. служил в Советской Армии.
В 1962—1967 гг. учился на вечернем факультете Уфимского нефтяного института. С 1962 по 1976 г. работал в Салаватском нефтехимическом комбинате слесарем, инженером, начальником лаборатории, начальником цеха.
С 1976 по 1978 г. главный инженер и директор строящегося гелиевого завода Всесоюзного промышленного объединения «Оренбурггазпром». С 1978 по 1985 г. главный инженер, директор гелиевого завода, заместитель начальника Всесоюзного промышленного объединения «Оренбурггазпром».
В 1986 году назначен главным инженером ВПО «Оренбурггазпром» концерна «Газпром». В 1989 году утвержден в должности генерального директора ордена Ленина производственного объединения «Оренбургазпром».
В 1985 году защитил кандидатскую, в 1998 году — докторскую диссертацию. Научные работы посвящены проблемам извлечения гелия из природного газа, мембранного разделения газовых смесей, интенсификации и совершенствования технологии подготовки и переработки природного газа и конденсата, особенностям разработки и эксплуатации высокосернистых газовых месторождений и нового оборудования.
Автор 86 научных работ и 35 изобретений. Под его руководством разработана генеральная схема развития Оренбургского нефтегазохимического комплекса на период до 2010 г.
При его участии был построен и введен в строй Оренбургский гелиевый завод, третья очередь газоперерабатывающего завода, дожимная компрессорная станция, введено в эксплуатацию порядка 2000 км газопроводов для снабжения организаций и жителей Оренбургской области «голубым топливом», разработано Карачаганакское газоконденсатное месторождение в Казахстане, газ и конденсат которого и поступает на газоперерабатывающий завод Оренбурга. Благодаря В. В. Николаеву организована переработка продукции Оренбургского газохимического комплекса на предприятиях Башкортостана и Татарстана; в Оренбурге осуществлено строительство пригородных поселков Девятое января, Ростоши, Павловка. Для газовиков, живущих здесь, создана современная инфраструктура: благоустроенные улицы и дороги, спортивно-оздоровительные центры, поликлиника, детский сад, школа и т. п.
При участии В. Николаева в селе Чуваш-Карамалы Республики Башкортостан были построены православный храм, рынок, реконструированы дом культуры и средняя школа, было газифицировано село, асфальтированы и благоустроены улицы.
Участник проектов по изучению, созданию и изданию литературы по истории и культуре чувашского народа. В 2000 году по его инициативе был создан Фонд историко-культурологических исследований им. К. В. Иванова, который оказывает финансовую поддержку при реализации научных проектов.
С 2002 года на пенсии. Умер 28 июня 2007 г. в Санкт-Петербурге, похоронен в родном селе.

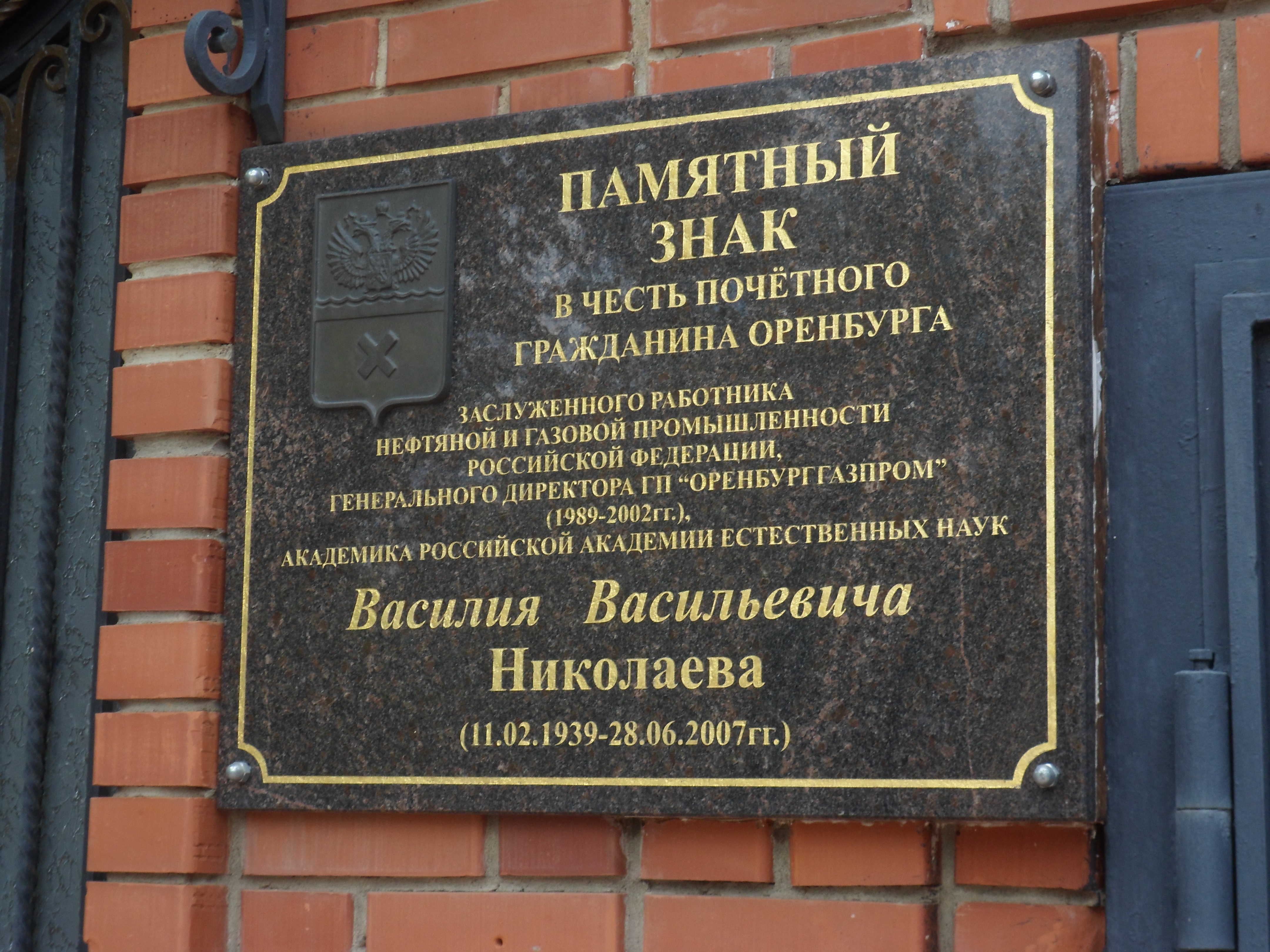
Мемориальная доска в Оренбурге

## Награды и признание

### Государственная и муниципальные награды
- Орден Почёта (Россия) (1996),
- медаль «Ветеран труда» (1985),
- медаль «За трудовую доблесть» (1986).
- Почётный гражданин Оренбурга.
- дважды лауреат Государственной премии Чувашской Республики (2001, 2006)
- Заслуженный работник нефтяной и газовой промышленности Российской Федерации

### Общественное признание
- лауреат премии РАО «Газпром» (1996, 1997),
- академик Академии технологических наук Российской Федерации,
- лауреат Национальной общественной премии им. Петра Великого (1999),
- академик РАЕН,
- академик Российской академии холода
- академик Международной академии холода,
- академический советник Российской инженерной академии,
- действительный член Академии горных наук,
- академик Международной академии информатизации
- Почетный член Национальной академии наук и искусств Чувашской Республики.

## Сочинения
- Основные процессы химической переработки газа. М.: Недра, 1996 (в соавт.);
- Основные процессы физической и физико-химической переработки газа. М.: Недра, 1998 (в соавт.);
- История возникновения и развития деревни Чувашские Карамалы. Генеалогическое древо первопоселенца Никиты Авдокима (трехтомник в соавт.). Оренбург, 1999—2001;
- Чуваши: этническая история и традиционная культура. М.: ДИК, 2000 (в соавт.);
- Чувашский костюм от древности до современности. Москва — Чебоксары — Оренбург. 2002 (в соавт.);
- Генеалогия чувашского народа. Чебоксары, 2004.;
- История предков чувашей. XXX в. до н. э. — XV в.н. э. Чебоксары, 2005;
- Иллюстрированная история чувашей. Кн. 1. древняя эпоха до 500 г. до н. э. Чебоксары, 2006.;
- Иллюстрированная история чувашей. Кн. 2. Античность-1 с 499 г. до н. э. до 1 г. до н. э. Чебоксары, 2006;
- Иллюстрированная история чувашей. Кн. 3. Античность — 2 с 1 г. н. э. до 500 г.н. э. Чебоксары, 2007.
- Атлас «История культуры чувашей. Античная и древняя эпохи». Чебоксары, 2007.

## Память
- В 2010 году в Чебоксарах установлен памятник Николаеву (бюст, автор народный художник России Альберт Чаркин)[2].
- В честь Николаева в Оренбурге названа улица и открыта стела.
- В селе Чувашские Карамалы есть улица имени В. В. Николаева.
- В 2009, 2014 гг. на родине В. В. Николаева прошли Всероссийские научно-практические конференции «Николаевские чтения».
- В 2009 году Фондом историко-культурологических исследований им. К. В. Иванова учреждена премия им. академика В. В. Николаева. Её лауреатами являются доктор искусствоведения Алексей Трофимов, краеведы Эдуард Бахмисов, Мударист Сафин, журналисты Марина Карягина, Иван Тарасов, художники-полиграфисты Джалиль и Халиль Гайнутдиновы и др.
- В 2009—2015 гг. в Чебоксарах, в доме № 17 по ул. Ярославской, работал Кабинет-музей В. В. Николаева, в дальнейшем перевезен на родину ученого в с. Чувашские Карамалы.